# Rhumspringe
Rhumspringe ist eine Gemeinde im Landkreis Göttingen in Südniedersachsen. Sie ist Mitgliedsgemeinde der Samtgemeinde Gieboldehausen.

## Geographie

### Geographische Lage
Rhumspringe liegt am Nordostrand des Untereichsfelds bzw. am südlichen Rand des Rotenbergs und wird in Ost-West-Richtung vom Oberlauf der Rhume durchflossen, die mit ihrem Uferbereich im Rahmen des Naturschutzgebiets Rhumeaue, Ellerniederung, Schmalau und Thiershäuser Teiche unter Schutz steht. Unweit nordöstlich des Orts liegt die Rhumequelle, die mit einem Wasserausstoß von bis zu 5000 l/s eine der größten Karstquellen Europas ist.

### Nachbargemeinden
Nachbargemeinden von Rhumspringe sind Rüdershausen im Südwesten, Wollershausen im Nordwesten und Herzberg am Harz im Osten. Im Süden stellt die Eller auf einem kurzen Stück die Grenze zur Stadt Duderstadt dar.

### Gemeindegliederung
Zur Gemeinde Rhumspringe gehört der gut einen Kilometer nordwestlich gelegene Ortsteil Lütgenhausen.

## Geschichte
Erstmals erwähnt wurde Rhumspringe in einer Schenkungsurkunde für die örtliche Pfarrkirche St. Sebastian aus dem Jahre 1250. In den folgenden Jahren wird der Ort des Öfteren erneut in Urkunden angeführt, was unter anderem am Fischreichtum der Rhume sowie an der Landwirtschaft lag. 1263 kaufte daher auch aus diesen Gründen das Kloster Pöhlde einen Meierhof in Rhumspringe. Hohes Ansehen genoss der Pfarrer Johannes de Rumesspringe, welcher 1310 erwähnt wird und späterhin Vikar der Stadt Einbeck wurde. Zahlreiche Urkunden berichten von seiner damaligen Anwesenheit vor Ort. Ebenso wird von dem adligen Geschlecht derer von Rhumspringe berichtet, das in Rhumspringe seinen Hauptsitz hatte. Ein Vertreter der Familie wird im Jahr 1321 genannt, als Johannes de Rumespringe sen. Zeuge wird, wie Johannes und Ehrenfried von Esplingerode ihren Hof in Seulingen, mitsamt vier Hufe Landes dem Kloster Marienstein in Nörten-Hardenberg verkaufen. Weitere Nennungen zeigen ihn 1327 als Zeugen bei einer Übertragung Graf Ottos von Lutterberg, der dem Kloster Teistungenburg eine Mühle bei Nesselröden zueignet. In eben jenem Kloster ist im Jahr 1238 eine Mechtild von Rhumspringe als Nonne belegt, während in Duderstadt zahlreiche Bürger aus dem Adelsgeschlecht stammten und in den Jahren 1338 und 1343 den Bürgermeister Duderstadts, mit Hunold von Rhumspringe, stellten.
1496 gestattete man dem Ort die zweimalige Einfuhr von Bier aus Duderstadt, welches zu Pfingsten und dem Fastnachtsfest geliefert werden durfte.
Bereits zu früher Zeit nutzte man die Wasserkraft der Rhume. So wird überliefert, dass die Mühle des Kurfürsten von Mainz selbst noch bei großer Dürre Getreide mahlen konnte. 1625 brach in Rhumspringe die Pest aus, zu den Opfern zählte auch der Ortspfarrer. Eine Zeichnung des Pfarrers Flucke aus Uder weist aus, welche Gebäude unter anderen damals existierten. So zeigt die Zeichnung eine Mühle, eine Glashütte, eine Brücke mit Zollhaus und eine Kirche. 1650 besaß Rhumspringe 170 Einwohner mit 55 Herdstellen. Nach dem Dreißigjährigen Krieg erwähnt man 1659 ein Gemeinde-Schützenkleinod. Spätestens seit dem Anfang des 15. Jahrhunderts gehörte der Ort zum Amt Gieboldehausen. Bis zur Mitte des 19. Jahrhunderts wuchs die Einwohnerschaft bedeutend an, man zählte 736 Personen, die sich auf 137 Wohnhäusern und auf die dem Dorf zugehörige Walkmühle verteilten.
Das im Zweiten Weltkrieg geplante Schickert-Werk ging nicht mehr in Betrieb.

### Alte Burg
Am Ortsrand oberhalb des Rhumetales wird auf einem kleinen Bergsporn eine Burganlage vermutet. Schriftliche Überlieferungen gibt es keine, lediglich Geländereste in Form eines Abschnittswalles und eines Grabens sind im Gelände erkennbar, die ein dreieckiges Areal von max. 120 m Länge und 150 m Breite abgrenzen. Eine Grabung erbrachte nur wenige Fundstücke, so das über die Entstehung und Besiedlung keine sicheren Angaben gemacht werden können. Ein Schnitt durch die Befestigung ergab eine Breite des Walls von ca. 10 m, auf seiner Krone stand ehemals wohl eine Palisade. Der vorgelagerte Spitzgraben war 9 m breit und 3,0–3,5 m tief. Vermutlich handelt es sich um eine frühmittelalterliche Fluchtburg. Eine unmittelbare Beziehung zum örtlichen Adelsgeschlecht besteht wohl nicht.

### Eingemeindungen
Seit dem 1. Januar 1973 bildet Rhumspringe zusammen mit Lütgenhausen eine Gemeinde, die der Samtgemeinde Gieboldehausen angehört.

### Einwohnerentwicklung
Entwicklung der Einwohnerzahl (ab 1821) ohne den OT Lütgenhausen:
| - 1821: 0520 - 1939: 1232 - 1961: 1811 - 1970: 1887 - 1973: 1885 | - 1986: 1779 - 1996: 1897 - 2001: 1931 - 2012: 1869 - 2016: 1808 |

## Politik

### Gemeinderat
Der Gemeinderat in Rhumspringe setzt sich aus elf Ratsfrauen und -herren zusammen (Veränderung zu 2016).
- CDU: 10 Sitze (±0)
- SPD: 1 Sitz (+1)

(Stand: Kommunalwahl am 12. September 2021)

### Bürgermeister
Die ehrenamtliche Bürgermeisterin Barbara Hose wurde am 8. Februar 2019 gewählt.

### Wappen
Die Wappenbeschreibung lautet: In Blau eine silberne Forelle mit goldenen Flossen; im Rücken eine dreizinkige silberne Fischgabel mit goldenem Stiel.

## Kultur und Sehenswürdigkeiten

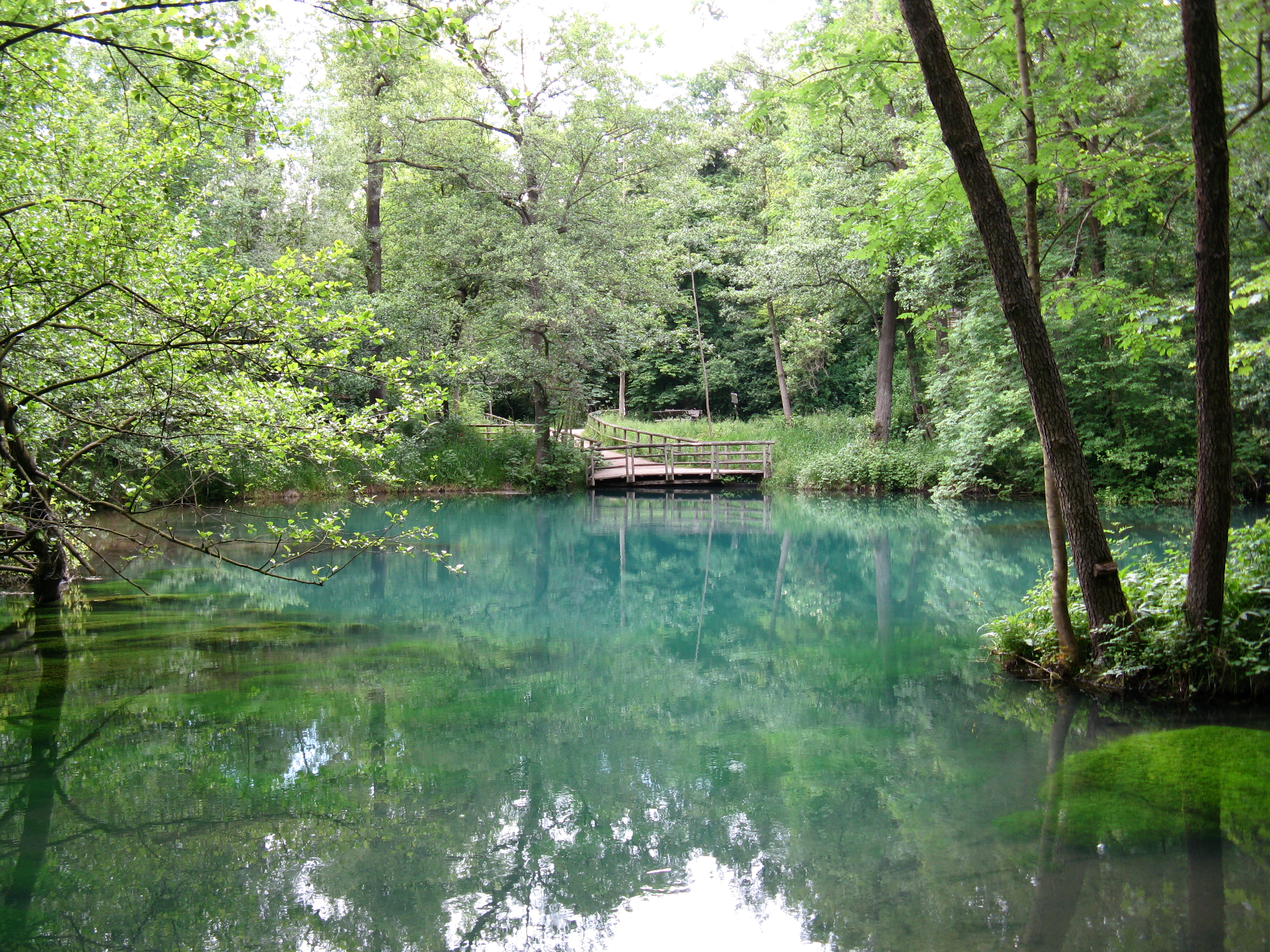
Rhumequelle

### Rhumequelle
Die Rhumequelle liegt etwa 1,2 Kilometer nordöstlich des Ortskerns und ist spätestens seit dem 13. Jahrhundert namensgebend für den Ort Rhumspringe. Sie gilt als drittgrößte Quelle in Deutschland und als eine der ergiebigsten Karstquellen Mitteleuropas. Der bläulich erscheinende Quelltopf und der Auewald der Umgebung sind durch angelegte Wege und einen nahe gelegenen Parkplatz  touristisch erschlossen.
Neben der Wasserkraftnutzung der Rhume für industrielle Zwecke wird ein Teil des Wassers der Rhumequelle nach der Aufbereitung als Trinkwasser genutzt.

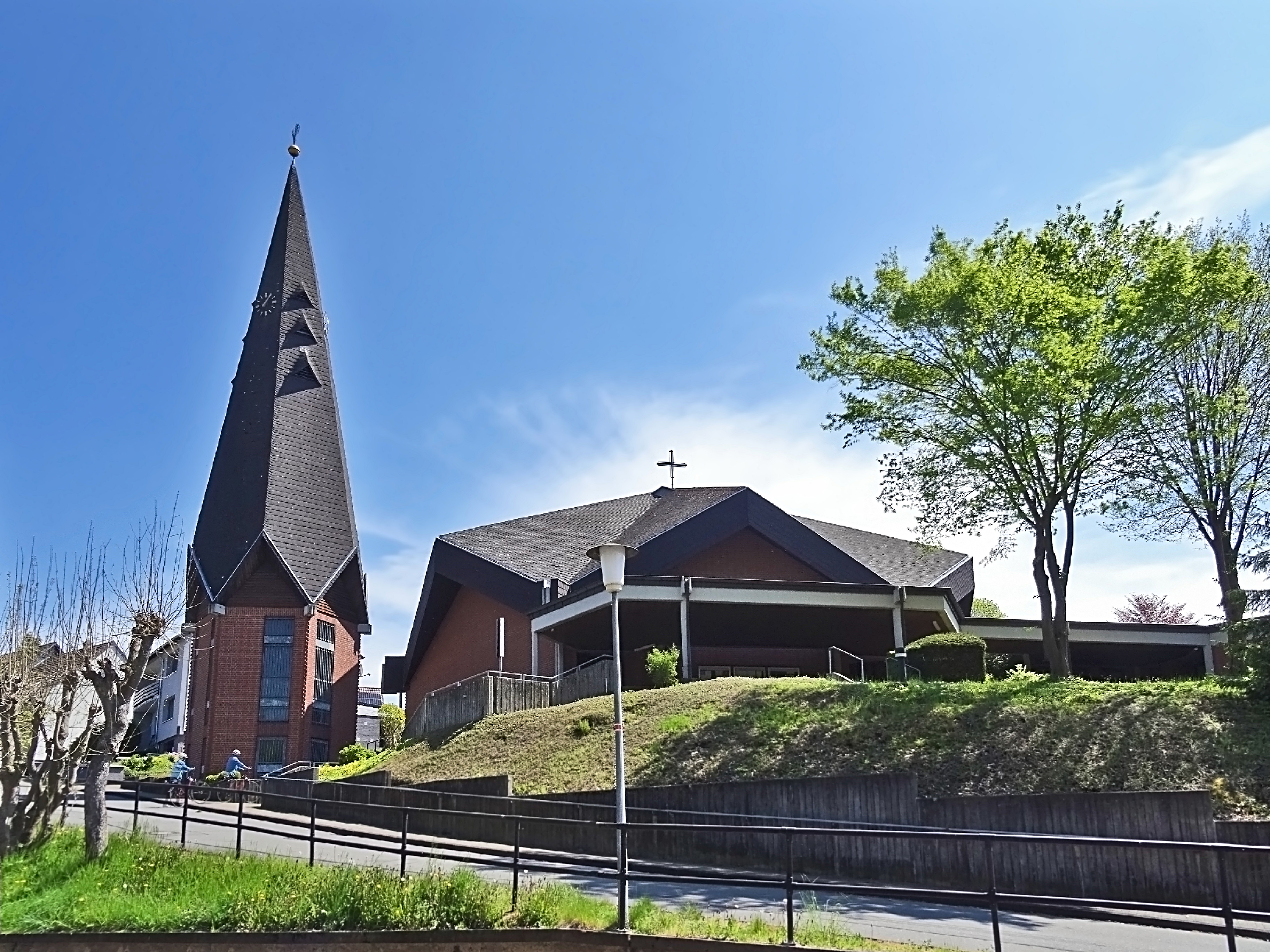
Kirche St. Sebastian

### Katholische Pfarrkirche St. Sebastian
Die Pfarrkirche St. Sebastian wurde 1976–77 erbaut und bildet die Nachfolgekirche des vormals 1812/1822 konstruierten und 1976 abgetragenen Gotteshauses von Rhumspringe, das ebenfalls dem Heiligen Sebastian geweiht war. Entwurfsverfasser war der Architekt Johannes Reuter aus Kassel, die Einweihung erfolgte am 20. August 1977 durch den Hildesheimer Bischof Heinrich Maria Janssen. Sie besitzt einen Zentralraum in polygonaler Form, ein angegliedertes Gemeindezentrum sowie einen freistehenden Glockenturm, dessen Turminneres als sieben Meter hohe Gefallenenkapelle genutzt wird. Die Entwicklung der Kirche weist mit diesen Merkmalen Ähnlichkeiten mit anderen Gotteshäusern des Untereichsfeldes auf. Betont wird die Zusammengehörigkeit der Kirche und des Gemeindezentrums durch die Überdachung des Kirchplatzes, der sechseckige Innenraum wird von einem holzgetäfelten Pyramidendach überspannt, welches eine Höhe von 12 m besitzt und genau über den Altarraum aufragt. Dieser wird zudem durch eine Stufe nochmals hervorgehoben. Auffällig ist in der Kirche ein bronzenes Vortragekreuz, dessen schmaler Corpus in seiner stehenden Form an frühere, romanische Kruzifixe angelehnt ist. Auf der Rückseite des Kreuzes befinden sich fünf Malachite, die die fünf Wunden Christi symbolisieren. Ein Kontrast zum umgebenden Raum bildet der Barockaltar aus der alten Kirche, der ursprünglich ein Nebenaltar des Klosters Wöltingerode war, 1850 erworben und durch nachträgliche Ergänzungen zu einem Hochaltar umgestaltet wurde. Neue seitliche Schleierbretter mit Akanthusranken-Verzierung und ein Verkündigungsbild anstelle des verblichenen Marienemblems kamen dem Altar in den weiteren Jahren zu. Entlang den Giebelschrägen der Kirche befinden sich darüber hinaus, in Anpassung an den Altar, Fensterflächen mit sparsamer Farbgebung in Dunkelrot, Dunkelblau und Grau, welche durch ein Oberlichtband verbunden sind. Seit dem 1. November 2014 gehören zur Pfarrei Rhumspringe auch die Kirchen in Brochthausen, Fuhrbach, Hilkerode, Langenhagen und Rüdershausen.

## Wirtschaft und Infrastruktur

### Allgemeines
Bis zu einem bestimmten Zeitpunkt sorgten die Steuereinnahmen durch die Papierfabrik und das Rhume-Hotel dafür, dass der Haushalt von Rhumspringe im Gegensatz zu dem vieler umliegender Gemeinden kein Defizit aufwies. Unter anderem mit Hilfe dieser Steuererträge wurde die ehemalige aus Herzberg am Harz kommende  Bahnstrecke Bleicherode Ost–Herzberg zu einem attraktiven Fahrrad- und Wanderweg ausgebaut. Dieser Weg wurde später in Richtung Hilkerode fortgeführt, so dass Möglichkeiten für ausgedehnte Fahrrad- oder Wandertouren in den Harz oder nach Duderstadt bestehen.

### Harzer Papierfabrik Rhumspringe
Bereits im Jahre 1828 wurde an der Stelle der heutigen Papierfabrik nahe der Rhumequelle eine Wollwarenfabrik durch den Duderstädter Fabrikanten Ludwig August Hertwig gegründet. Diese Fabrik nutzte  die Wasserkraft der Rhume für ihre Spinnerei und Walkerei und stellte Kamelotstoffe und besonders schwere Flanelle auf Handwebstühlen her.
Die Wollwarenfabrik bestand bis 1871. Der Duderstädter Bankier C.F. Hertwig als Kreditgeber der Wollwarenfabrik übernahm ab da den gesamten Besitz und errichtete auf dem ausgedehnten Gelände unter Verwendung der existierenden Gebäude eine Lederpapier- und Lederpappenfabrik.
Am 9. August 1872 wurde die Rhumspringer Papierfabrik genannte Firma in das Handelsregister eingetragen. Neben der Wasserkraft der Rhume wurde eine Dampfkraftanlage mit 500 PS neu errichtet. 1873 wurden mit vierzig Arbeitern bereits etwa 400 Tonnen Lederpapier und -pappe erzeugt.
1928 hatte die Papierfabrik ca. 200 Beschäftigte und ein Produktionsvolumen von etwa 4500 Tonnen Papier und Pappe. Die Verwaltung befand sich zu der Zeit noch in Duderstadt.
Konzentrationsprozesse in der Papierindustrie sowie Preisrückgänge für Papier-Erzeugnisse führten 1952 über einen Vergleichsantrag zum Konkurs. Einer der Hauptgläubiger, Walther Gerstenmaier (* 17. Januar 1914 in Kirchheim/Teck) aus Stuttgart, übernahm mit einer Treuhandgesellschaft das Werk. Im Februar 1954 wurde dann die neue Harzer Papierfabrik GmbH gegründet, die hauptsächlich Altpapier verarbeitete. 1955 trat als ein weiterer Gesellschafter Carl-Heinrich Sievers aus Bremen in das Unternehmen ein. Produziert wurde in der Harzer Papierfabrik Gerstenmaier & Sievers GmbH. & Co. KG in Rhumspringe so genanntes Schrenzpapier; die Zahl der Beschäftigten lag bei ca. 60 Personen.
Im Lauf der weiteren Jahre wechselte die Geschäftsführung mehrfach; letzter Eigentümer der Papierfabrik war die ALBA AG. Mitte 2003 wurde aufgrund der Globalisierung und andauernder Konzentrationsprozesse erneut ein Insolvenzverfahren eingeleitet, in der Folge stellte die Harzer Papierfabrik ihren Betrieb ein. Papiermaschinen und weiteres technisches Inventar wurden teilweise demontiert und verkauft. Seitdem stehen die in Privatbesitz befindlichen Industrie- und Verwaltungsgebäude leer, und es wird nach einem Investor gesucht, der auf dem Gelände der ehemaligen Papierfabrik eine neue Industrie aufbaut.
Die Papierfabrik besaß einen eigenen Bahnanschluss, der bei Streckenkilometer 34,0 von der Bahnstrecke Bleicherode–Herzberg abzweigte. Vom Abzweig an der Bahnstrecke bis zum Fabrikgelände war eine Höhendifferenz von etwa 10 Meter zu überwinden, was über eine Spitzkehre und ein Stumpfgleis im nahen Rhumasprung gewährleistet wurde. Für den Werksverkehr stand eine eigene Lok zur Verfügung. Wann der Bahnanschluss aufgegeben wurde, ist nicht bekannt.

### Rhume-Hotel (jetzt: Festsaal Calabria)
Am 13. Mai 1964 wurde das Rhume-Hotel mit einer Feier eröffnet. Der Bau des Hotels kostete damals mehr als 1 Million DM. In den folgenden Jahrzehnten fanden im Rhume-Hotel zusätzlich zum Hotelbetrieb zahlreiche kirchliche und private Feiern statt.
Da das Rhume-Hotel seinen Betrieb nur noch schwer aufrechterhalten konnte, wurde es von seinem Eigentümer 2006 aus finanziellen Gründen geschlossen. Im Jahre 2012 hat die Gemeinde Rhumspringe, die das Areal mit den Gebäuden erworben hatte, an einen örtlichen Gastronomen und Koch wieder verkauft.

### Verkehr
Rhumspringe ist über verschiedene Landstraßen mit der Bundesstraße 27, die von Göttingen nach Herzberg am Harz führt, und der Bundesstraße 247 von Northeim nach Duderstadt an das Straßennetz angebunden.

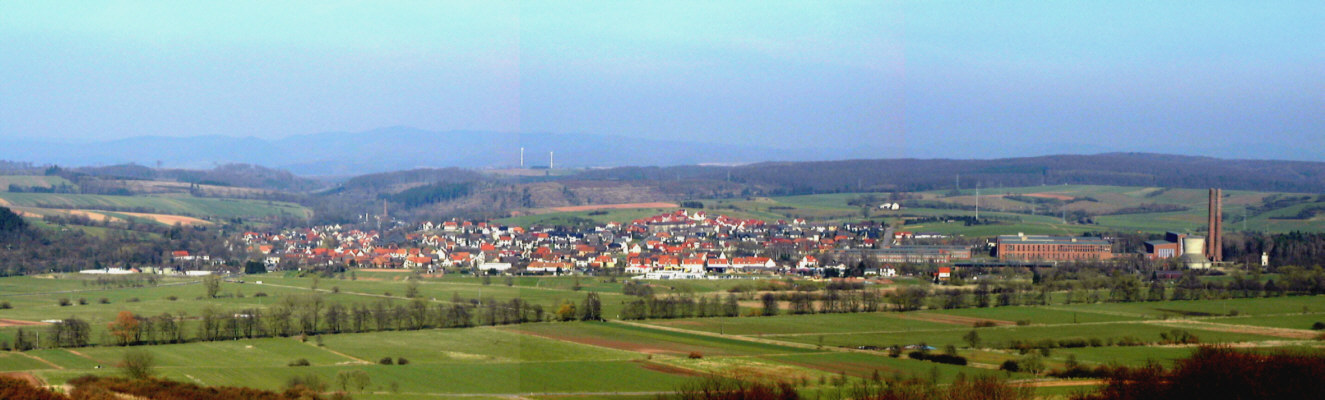
Rhumspringe vom Waake-Berg aus gesehen

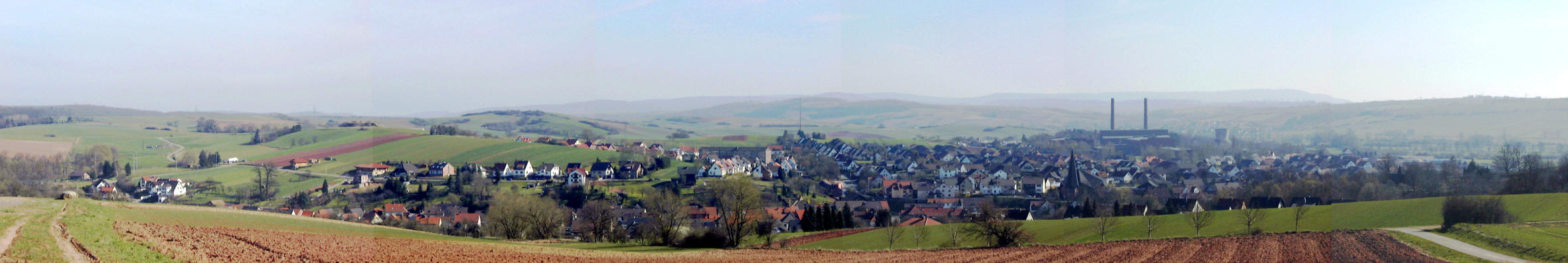
Ortsansicht Rhumspringe vom Lindenberg

Zudem hatte Rhumspringe einen Bahnhof an der Bahnstrecke Bleicherode–Herzberg. Diese ist jedoch inzwischen stillgelegt.

## Söhne und Töchter der Gemeinde
- Engelbert Eberhard (1893–1958), katholischer Ordenspriester, Generalprior des Augustinerordens
- Karl Willigis Eckermann (* 1934), katholischer Ordenspriester und Theologe
- Ulrich Lilie (* 1957), evangelischer Theologe, Präsident der Diakonie Deutschland

## Mit Rhumspringe verbundene Persönlichkeiten
- Franz Gleitze (1869–1958), Heimatdichter, Autor des bekannten Gedichtes „Der Rhumesprung“
- Robert Hartmann (1894–1955), katholischer Pfarrer in Rhumspringe, 1943–1945 inhaftiert im KZ Dachau.[11]